# Europese kampioenschappen kortebaanzwemmen 1996
De Europese kampioenschappen kortebaanzwemmen 1996 werden van vrijdag 13 tot en met zondag 15 december 1996 georganiseerd in het Duitse Rostock. De eerste editie van het toernooi stond onder auspiciën van de Europese zwembond LEN. Voor het eerst stonden ook de niet-sprintnummers op het programma. Oftewel: afstanden langer dan 50 en 100 meter. Nederland was met een kleine afvaardiging vertegenwoordigd, bestaande uit Ron Dekker, Marcel Wouda, Madelon Baans, Carla Geurts, Wilma van Hofwegen, Angela Postma en debutante Suze Valen.

## Uitslagen mannen
FINALE 50 METER VRIJE SLAG
```
1. 
Mark Foster
 (Groot-Brittannië) 22,25
2. René Gusperti (Italië) 22,51
3. Dimitri Kalinovski (Wit-Rusland) 22,57
4. Christian Tröger (Duitsland) 22,64
5. Jonas Åkesson (Zweden) 22,83
6. Fredrik Letzler (Zweden) 22,87
```

FINALE 100 METER VRIJE SLAG
```
1. Lars Conrad (Duitsland) 48,90
2. Nicolae Butacu (Roemenië) 49,49
3. Nicolae Ivan (Roemenië) 49,56
4. Alessandro Bacchi (Italië) 50,00
5. Konstantin Dubrovin (Duitsland) 50,03
6. Fredrik Letzler (Zweden) 50,11
```

FINALE 200 METER VRIJE SLAG
```
1. Lars Conrad (Duitsland) 1.45,97
2. Andrew Clayton (Groot-Brittannië) 1.47,35
3. Konstantin Dubrovin (Duitsland) 1.48,60
4. Maciej Kajak (Polen) 1.49,16
5. Alexei Stepanov (Rusland) 1.49,35
6. Alessandro Bacchi (Italië) 1.50,24
```

FINALE 400 METER VRIJE SLAG
```
1. 
Emiliano Brembilla
 (Italië) 3.45,52
2. Stefan Pohl (Duitsland) 3.48,10
3. Dimitrios Manganas (Griekenland) 3.48,29
4. Thomas Lohfink (Duitsland) 3.48,30
5. Alexei Stepanov (Rusland) 3.51,49
6. 
Igor Snitko
 (Oekraïne) 3.51,93
```

FINALE 1500 METER VRIJE SLAG
```
1. 
Igor Snitko
 (Oekraïne) 14.46,59
2. Ian Wilson (Groot-Brittannië) 14.54,24
3. Thomas Lohfink (Duitsland) 15.04,13
4. Denis Zavgorodny (Oekraïne) 15.19,15
5. Michael Geurtz (Duitsland) 15.24,02
6. Vlastimil Burda (Tsjechië) 15.33,67
```

FINALE 50 METER RUGSLAG
```
1. Mariusz Siembida (Polen) 25,03
2. Tomislav Karlo (Kroatië) 25,14
3. 
Stev Theloke
 (Duitsland) 25,15
4. Jirka Letzin (Duitsland) 25,23
5. Daniel Lönnberg (Zweden) 25,56
6. Miro Zeravica (Kroatië) 25,73
```

FINALE 100 METER RUGSLAG
```
1. Mariusz Siembida (Polen) 53,56
2. 
Stev Theloke
 (Duitsland) 53,87
3. Emanuele Merisi (Italië) 54,39
4. Darius Grigalionis (Litouwen) 54,78
5. Carlos Ramos (Spanje) 54,90
6. Nicolae Butacu (Roemenië) 55,15
```

FINALE 200 METER RUGSLAG
```
1. Emanuele Merisi (Italië) 1.54,91
2. Nicolae Butacu (Roemenië) 1.56,29
3. 
Stev Theloke
 (Duitsland) 1.56,51
4. Carlos Ramos (Spanje) 1.57,96
5. Miroslav Machovic (Slowakije) 1.59,01
6. Jirka Letzin (Duitsland) 2.00,36
```

FINALE 50 METER SCHOOLSLAG
```
1. Patrik Isaksson (Zweden) 27,76
2. 
Jens Kruppa
 (Duitsland) 27,77
3. Daniel Malek (Tsjechië) 27,84
4. Michael Hessling (Duitsland) 27,86
5. 
Ron Dekker
 (Nederland) 28,17
6. Patrick Schmollinger (Oostenrijk) 28,18
```

FINALE 100 METER SCHOOLSLAG
```
1. 
Jens Kruppa
 (Duitsland) 1.00,15
2. Patrik Isaksson (Zweden) 1.00,45
3. Alexander Gukov (Wit-Rusland) 1.00,94
4. Artur Paczynski (Polen) 1.01,25
5. 
Domenico Fioravanti
 (Italië) 1.01,41
6. Alexander Tkachev (Rusland) 1.01,48
```

FINALE 200 METER SCHOOLSLAG
```
1. Alexander Gukov (Wit-Rusland) 2.09,86
2. Artur Paczynski (Polen) 2.10,69
3. 
Jens Kruppa
 (Duitsland) 2.10,70
4. Joaquin Fernandez (Spanje) 2.12,09
5. Alexander Tkachev (Rusland) 2.12,15
6. Marc Capdevila (Spanje) 2.14,62
```

FINALE 50 METER VLINDERSLAG
```
1. 
Mark Foster
 (Groot-Brittannië) 23,91
2. Fabian Hieronimus (Duitsland) 24,07
3. Jonas Åkesson (Zweden) 24,25
4. Artur Przywara (Polen) 24,43
5. Luca Belfiore (Italië) 24,53
6. Fredrik Letzler (Zweden) 24,59
```

FINALE 100 METER VLINDERSLAG
```
1. 
Thomas Rupprath
 (Duitsland) 53,22
2. Fabian Hieronimus (Duitsland) 53,70
3. Denislav Kalchev (Bulgarije) 54,02
4. Pavlo Khnykin (Oekraïne) 54,30
5. Philippe Meyer (Zwitserland) 54,33
6. Vermund Vetnes (Noorwegen) 54,58
```

FINALE 200 METER VLINDERSLAG
```
1. Christian Bremer (Duitsland) 1.57,04
2. 
Thomas Rupprath
 (Duitsland) 1.57,30
3= David Abrard (Frankrijk) 1.59,23
3= Adrian Andermatt (Zwitserland) 1.59,23
5. Vesa Hanski (Finland) 1.59,73
6. Krzysztof Golon (Polen) 2.02,21
```

FINALE 100 METER WISSELSLAG
```
1. 
Marcel Wouda
 (Nederland) 54,62 (
Nederlands record
)
2. 
Jens Kruppa
 (Duitsland) 54,82
3. 
Christian Keller
 (Duitsland) 55,45
4. 
Milos Milosevic
 (Kroatië) 55,90
5. 
Peter Mankoč
 (Slovenië) 56,10
6. Simon Handley (Groot-Brittannië) 57,11
```

FINALE 200 METER WISSELSLAG
```
1. 
Marcel Wouda
 (Nederland) 1.56,83 (
Nederlands record
)
2. 
Christian Keller
 (Duitsland) 1.58,52
3. Kresimir Cac (Kroatië) 2.01,45
4. Marko Milenkovic (Slovenië) 2.01,65
5. 
Peter Mankoč
 (Slovenië) 2.01,77
6. Adrian Andermatt (Zwitserland) 2.01,96
7. 
Jens Kruppa
 (Duitsland) 2.03,77
8. Kim Henriksen (Noorwegen) 2.05,06
```

FINALE 400 METER WISSELSLAG
```
1. 
Marcel Wouda
 (Nederland) 4.08,90 (
Nederlands record
)
2. 
Christian Keller
 (Duitsland) 4.13,03
3. Uwe Volk (Duitsland) 4.15,69
4. Marko Milenkovic (Slovenië) 4.20,62
5. Krzysztof Golon (Polen) 4.21,29
6. Jorge Perez (Spanje) 4.23,04
7. Adrian Andermatt (Zwitserland) 4.23,53
8. Sandro Tomas (Kroatië) 4.25,20
```

FINALE 4×50 METER VRIJE SLAG
```
1. 
DUITSLAND 1.29,54

Lars Conrad 22,78
Christian Tröger 22,26
Tim Nolte 22,27
Steffen Smöllich 22,23
```

```
2. 
KROATIË 1.29,69

Tomislav Karlo 22,83

Milos Milosevic
 21,97
Miro Zeravica 22,77
Alen Loncar 22,12
```

```
3. 
NOORWEGEN 1.30,40

Anders Dahl 23,34
Vermund Vetnes 22,42
Thomas Sopp 22,45
Thomas Nore 22,19
```

```
4. 
ITALIË 1.31,47

René Gusperti 22,62
Luca Beliore 22,83
Emanuele Merisi 23,62
Alessandro Bacci 22,40
```

```
5. 
ZWITSERLAND 1.33,35

Christophe Bühler 23,10
Philippe Meyer 22,78
Remo Lütolf 23,97
Adrian Andermatt 23,50
```

```
6. 
FINLAND 1.33,67

Tero Räty 23,82
Jiri Petteri Lepola 23,70

Jere Hård
 22,72
Vesa Hanski 23,43
```

FINALE 4×50 METER WISSELSLAG
```
1. 
DUITSLAND 1.38,28

Stev Theloke
 25,07

Jens Kruppa
 27,44
Fabian Hieronimus 23,66
Lars Conrad 22,11
```

```
2. 
ITALIË 1.38,50

Emanuele Merisi 25,68

Domenico Fioravanti
 27,58
Luca Belfiore 23,60
René Gusperti 21,64
```

```
3. 
GROOT-BRITTANNIË 1.38,72

Neil Willey 25,77
Richard Maden 27,06

Mark Foster
 23,42
Simon Handley 22,47
```

```
4. 
ZWEDEN 1.38,98

Daniel Lönnberg 25,33
Patrik Isaksson 27,59
Jonas Akesson 23,83
Fredrik Letzler 22,23
```

```
5. 
KROATIË 1.40,37

Tomislav Karlo 24,97
Krasimit Cac 29,36

Milos Milosevic
 23,66
Alen Loncar 22,38
```

```
6. 
NOORWEGEN 1.40,43

Thomas Sopp 26,17
Thomas Nore 27,96
Vermund Vetnes 23,98
Anders Dahl 22,32
```

## Uitslagen vrouwen
FINALE 50 METER VRIJE SLAG
```
1. 
Sandra Völker
 (Duitsland) 24,67 (
Europees record
)
2. 
Sue Rolph
 (Groot-Brittannië) 25,32
3. Vibeke Johansen (Noorwegen) 25,38
4. 
Katrin Meißner
 (Duitsland) 25,43
5. 
Angela Postma
 (Nederland) 25,51
6. Metka Sparavec (Slovenië) 25,56
```

FINALE 100 METER VRIJE SLAG
```
1. 
Sandra Völker
 (Duitsland) 53,04 (
Europees record
)
2. 
Sue Rolph
 (Groot-Brittannië) 54,46
3. 
Martina Moravcová
 (Slowakije) 54,95
4. Vibeke Johansen (Noorwegen) 55,11
5. 
Katrin Meißner
 (Duitsland) 55,25
6. Lorena Diaconescu (Roemenië) 56,47
```

FINALE 200 METER VRIJE SLAG
```
1. 
Martina Moravcová
 (Slowakije) 1.57,22
2. 
Antje Buschschulte
 (Duitsland) 1.58,34
3. 
Carla Geurts
 (Nederland) 1.59,16
4. Malin Svahnström (Zweden) 1.59,98
5. Lorena Diaconescu (Roemenië) 2.00,18
6. Vibeke Johansen (Noorwegen) 2.00,60
```

FINALE 400 METER VRIJE SLAG
```
1. Kristina Kynerova (Tsjechië) 4.09,94
2. 
Carla Geurts
 (Nederland) 4.10,36
3. Chantal Strasser (Zwitserland) 4.13,45
4. Jana Pechanova (Tsjechië) 4.16,08
5. 
Flavia Rigamonti
 (Zwitserland) 4.18,53
6. Sarah Collings (G-Brittannië) 4.20,24
```

FINALE 800 METER VRIJE SLAG
```
1. 
Carla Geurts
 (Nederland) 8.34,66
2. 
Flavia Rigamonti
 (Zwitserland) 8.39,20
3. Sarah Collings (G-Brittannië) 8.42,42
4. Jana Pechanova (Tsjechië) 8.46,15
5. Andrea Müller (Duitsland) 8.49,26
```

FINALE 50 METER RUGSLAG
```
1. 
Sandra Völker
 (Duitsland) 27,94
2. 
Antje Buschschulte
 (Duitsland) 28,55
3. 
Suze Valen
 (Nederland) 28,66 (
Nederlands record
)
4. Olga Kochetkova (Rusland) 29,20
5. Metka Sparavec (Slovenië) 29,20
6. Alena Nyvltova (Tsjechië) 29,60
```

FINALE 100 METER RUGSLAG
```
1. 
Antje Buschschulte
 (Duitsland) 1.00,21
2. Katerina Pivonkova (Tsjechië) 1.01,69
3. Alenka Kejzar (Slovenië) 1.01,93
4. Francesca Bissoli (Italië) 1.02,45
5. 
Suze Valen
 (Nederland) 1.02,47
6. Olga Kochetkova (Rusland) 1.02,61
```

FINALE 200 METER RUGSLAG
```
1. Katerina Pivonkova (Tsjechië) 2.08,15
2. 
Antje Buschschulte
 (Duitsland) 2.09,54
3. Alenka Kejzar (Slovenië) 2.12,20
4. Sabine Herbst (Duitsland) 2.12,75
5. Joanne Deakins (G-Brittannië) 2.13,42
6. Silvia Parera (Spanje) 2.13,72
```

FINALE 50 METER SCHOOLSLAG
```
1. Vera Lischka (Oostenrijk) 31,36
2. Terrie Miller (Noorwegen) 31,47
3. Hanna Jaltner (Zweden) 32,04
4. 
Svetlana Bondarenko
 (Oekraïne) 32,18
5. 
Madelon Baans
 (Nederland) 32,26
6. 
Emma Igelström
 (Zweden) 43,18
```

FINALE 100 METER SCHOOLSLAG
```
1. Terrie Miller (Noorwegen) 1.07,91
2. Vera Lischka (Oostenrijk) 1.08,18
3. Alicja Peczak (Polen) 1.08,33
4. 
Svetlana Bondarenko
 (Oekraïne) 1.08,51
5. Hanna Jaltner (Zweden) 1.09,64
6. 
Madelon Baans
 (Nederland) 1.10,22
```

FINALE 200 METER SCHOOLSLAG
```
1. Alicja Peczak (Polen) 2.26,11
2. Alenka Kejzar (Slovenië) 2.27,33
3. Anne Poleska (Duitsland) 2.27,57
4. Lena Eriksson (Zweden) 2.27,63
5. Terrie Miller (Noorwegen) 2.28,15
6. Beata Kaminska (Polen) 2.28,90
```

FINALE 50 METER VLINDERSLAG
```
1. 
Johanna Sjöberg
 (Zweden) 27,15 (
Europees record
)
2. 
Sandra Völker
 (Duitsland) 27,23
3. Marja Parssinen (Finland) 27,69
4. 
Martina Moravcová
 (Slowakije) 27,73
5. 
Wilma van Hofwegen
 (Nederland) 27,74
6. Judith Draxler (Oostenrijk) 27,95
```

FINALE 100 METER VLINDERSLAG
```
1. 
Johanna Sjöberg
 (Zweden) 58,80 (
Europees record
)
2. 
Sandra Völker
 (Duitsland) 59,44
3. Julia Voitowitsch (Duitsland) 1.00,51
4. Ilaria Tocchini (Italië) 1.00,81
5. Marja Parssinen (Finland) 1.01,14
6. Maria Pelaez (Spanje) 1.01,29
```

FINALE 200 METER VLINDERSLAG
```
1. Barbara Franco (Spanje) 2.10,20
2. 
Johanna Sjöberg
 (Zweden) 2.10,92
3. Maria Pelaez (Spanje) 2.11,36
4. Katrin Jake (Duitsland) 2.12,10
5. Julia Voitowitsch (Duitsland) 2.14,66
6. Marcela Kubalcikova (Tsjechië) 2.16,49
```

FINALE 100 METER WISSELSLAG
```
1. 
Sue Rolph
 (Groot-Brittannië) 1.01,94
2. 
Martina Moravcová
 (Slowakije) 1.01,98
3. Sabine Herbst (Duitsland) 1.02,46
4. Marion Zoller (Duitsland) 1.03,20
5. Vera Lischka (Oostenrijk) 1.03,98
6. Petra Dufkova (Tsjechië) 1.04,39
```

FINALE 200 METER WISSELSLAG
```
1. 
Sue Rolph
 (Groot-Brittannië) 2.10,60
2. Alicja Peczak (Polen) 2.13,07
3. 
Sabine Herbst
 (Duitsland) 2.13,29
4. Alenka Kejzar (Slovenië) 2.15,56
5. Pavla Chrastova (Tsjechië) 2.16,32
6. Natasha Kejzar (Slovenië) 2.16,71
```

FINALE 400 METER WISSELSLAG
```
1. 
Sabine Herbst
 (Duitsland) 4.39,26
2. Beatrice Coada (Roemenië) 4.41,76
3. Pavla Chrastova (Tsjechië) 4.42,07
4. Lourdes Becerra (Spanje) 4.42,57
5. Martina Nemec (Oostenrijk) 4.46,83
6. 
Yseult Gervy
 (België) 4.48,88
```

FINALE 4×50 METER VRIJE SLAG
```
1. 
DUITSLAND 1.41,15

Katrin Meißner
 25,45
Marianne Hinners 25,64
Silvia Stahl 25,68

Sandra Völker
 24,38
```

```
2. 
ZWEDEN 1.42,18

Johanna Sjöberg
 25,82

Linda Olofssen
 25,08
Nelly Jörgensen 25,87

Malin Svahnström
 25,41
```

```
3. 
ZWITSERLAND 1.44,90

Dominique Diezi 26,18
Andrea Quadri 25,72
Sandrine Paquier 26,67
Chantal Strasser 26,33
```

```
4. 
ITALIË 1.45,05

Viviana Susin 26,04
Manuela Della Valle 26,66
Cecilia Vianni 26,07
Ilaria Tocchini 26,28
```

```
5. 
RUSLAND 1.48,38

Natalya Mescheryakova 26,49
Svetlana Pozdeeva 27,62
Ludmilla Mamontova 27,65
Olga Kotchetkova 26,62
```

```
6. 
TSJECHIË 1.48,44

Kristyna Kynerova 26,79
Petra Dufkova 26,94
Pavia Chrastova 27,66
Marcela Kubalcikova 27,05
```

FINALE 4×50 METER WISSELSLAG
```
1. 
DUITSLAND 1.51,79
 (
Wereldbesttijd en Europees record
)

Antje Buschschulte
 28,81

Sylvia Gerasch
 31,57

Julia Voitowitsch
 27,33

Sandra Völker
 24,08
```

```
2. 
NEDERLAND 1.52,80
 (
Nederlands record
)

Suze Valen
 28,89

Madelon Baans
 31,41

Wilma van Hofwegen
 27,38

Angela Postma
 25,12
```

```
3. 
ZWEDEN 1.53,06

Nelly Jörgensen 29,90
Hanna Jaltner 31,75

Johanna Sjöberg
 26,42

Linda Olofssen
 24,99
```

```
4. 
SLOVENIË 1.54,38

Alenka Kejzar 29,41
Natasa Kejzar 32,15
Metka Sparavec 27,15
Urska Slapsak 25,67
```

```
5. 
ITALIË 1.55,43

Francesca Bissoli 29,77
Manuela Della Valle 32,38
Ilaria Tocchini 27,51
Viviana Susin 25,77
```

```
6. 
RUSLAND 1.55,54

Olga Kotchetkova 29,45
Ludmilla Mamontova 32,78
Svetlana Pozdeeva 27,49
Natalya Mescheryakova 25,82
```

## Medailleklassement
| Plaats | Land                | Goud | Zilver | Brons | Totaal |
| 1      | Duitsland           | 14   | 14     | 11    | 39     |
| 2      | Verenigd Koninkrijk | 4    | 4      | 2     | 10     |
| 3      | Zweden              | 3    | 3      | 3     | 9      |
| 4      | Nederland           | 4    | 2      | 2     | 8      |
| 5      | Polen               | 3    | 2      | 1     | 6      |
| 6      | Italië              | 2    | 2      | 1     | 5      |
| 7      | Tsjechië            | 2    | 1      | 2     | 5      |
| 8      | Noorwegen           | 1    | 1      | 2     | 4      |
| 9      | Roemenië            | 0    | 3      | 1     | 4      |
| 10     | Slowakije           | 1    | 1      | 1     | 3      |
| 11     | Wit-Rusland         | 1    | 0      | 2     | 3      |
| 12     | Kroatië             | 0    | 2      | 1     | 3      |
| 13     | Slovenië            | 0    | 1      | 2     | 3      |
| 13     | Zwitserland         | 0    | 1      | 2     | 3      |
| 15     | Oostenrijk          | 1    | 1      | 0     | 2      |
| 16     | Spanje              | 1    | 0      | 1     | 2      |
| 17     | Oekraïne            | 1    | 0      | 0     | 1      |
| 18     | Bulgarije           | 0    | 0      | 1     | 1      |
| 18     | Finland             | 0    | 0      | 1     | 1      |
| 18     | Frankrijk           | 0    | 0      | 1     | 1      |
| 18     | Griekenland         | 0    | 0      | 1     | 1      |
| Totaal | Totaal              | 38   | 38     | 38    | 114    |

Langebaan (50 meter):

Boedapest 1926 · 
Bologna 1927 · 
Parijs 1931 · 
Maagdenburg 1934 · 
Londen 1938 · 
Monte Carlo 1947 · 
Wenen 1950 · 
Turijn 1954 · 
Boedapest 1958 · 
Leipzig 1962 · 
Utrecht 1966 · 
Barcelona 1970 · 
Wenen 1974 · 
Jönköping 1977 · 
Split 1981 · 
Rome 1983 · 
Sofia 1985 · 
Straatsburg 1987 · 
Bonn 1989 · 
Athene 1991 · 
Sheffield 1993 · 
Wenen 1995 · 
Sevilla 1997 · 
Istanboel 1999 · 
Helsinki 2000 · 
Berlijn 2002 · 
Madrid 2004 · 
Boedapest 2006 · 
Eindhoven 2008 · 
Boedapest 2010 · 
Debrecen 2012 · 
Berlijn 2014 · 
Londen 2016 · 
Glasgow 2018 · 
Boedapest 2020 · 
Rome 2022

Kortebaan (25 meter):

Sprintkampioenschappen: Gelsenkirchen 1991 · 
Espoo 1992 · 
Gateshead 1993 · 
Stavanger 1994

Kortebaankampioenschappen: Rostock 1996 · 
Sheffield 1998 · 
Lissabon 1999 · 
Valencia 2000 · 
Antwerpen 2001 · 
Riesa 2002 · 
Dublin 2003 · 
Wenen 2004 · 
Triëst 2005 · 
Helsinki 2006 · 
Debrecen 2007 · 
Rijeka 2008 · 
Istanboel 2009 · 
Eindhoven 2010 · 
Szczecin 2011 · 
Chartres 2012 · 
Herning 2013 · 
Netanya 2015 · 
Kopenhagen 2017 · 
Glasgow 2019 · 
Kazan 2021 · 
Otopeni 2023